# آنا هندرسون
آنا هندرسون (بالإنجليزية: Anna Henderson)‏ هي دراجة بريطانية، ولدت في 14 نوفمبر 1998.

## وصلات خارجية
- آنا هندرسون على موقع الاتحاد الدولي للدراجات (الإنجليزية)
- آنا هندرسون على موقع أرشيف الدراجات (الإنجليزية)
- آنا هندرسون على موقع إحصائيات الدراجات الإحترافية (الإنجليزية)
- آنا هندرسون على موقع نسبة الدراجات (الإنجليزية)
- آنا هندرسون على موقع اللجنة الأولمبية الدولية (الإنجليزية)
- آنا هندرسون على موقع اللجنة الأولمبية البريطانية (الإنجليزية)